# Alexander Euler

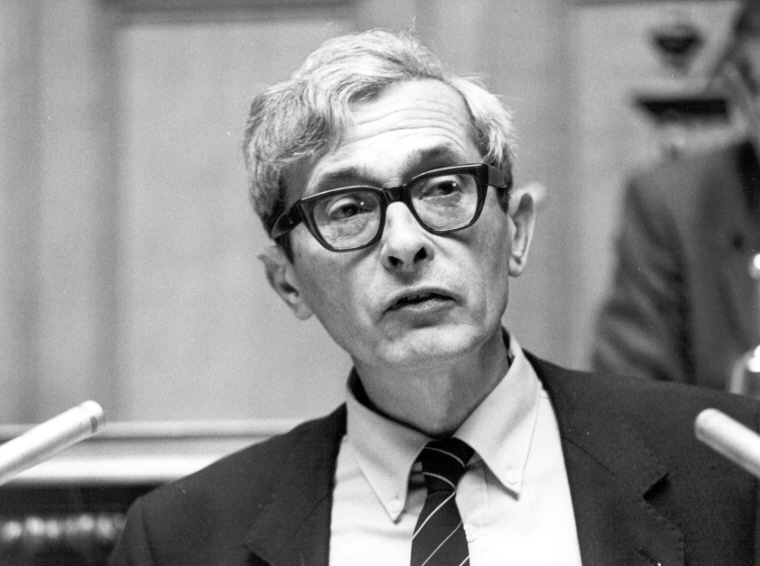
Alexander Euler (1986)

Alexander Euler (geboren 12. Oktober 1929 in Warna, Bulgarien; gestorben 27. September 2012 in Basel; heimatberechtigt in Basel) war ein Schweizer Politiker (SP). Er engagierte sich in der Anti-Atomkraft-Bewegung und war Grossrat und Nationalrat.

## Leben
Euler war der Sohn des liberalen russischen Juristen und Politikers Alexander Euler, eines Nachfahren Leonhard Eulers, und der aus russischem Landadel stammenden Elena Chruschtschowa. Er wurde in Bulgarien geboren, wohin seine Eltern 1920 auswanderten. Nachdem sie 1929 das Schweizer Bürgerrecht reaktiviert hatten, zog die Familie 1934 in die Schweiz.
Euler machte eine Berufslehre als Bauzeichner und bildete sich autodidaktisch zum Bauingenieur weiter. Von 1964 bis 1995 unterhielt er sein eigenes Ingenieurbüro.
Das politische Engagement Eulers begann ausserhalb von Parteien und Institutionen. Er war auf Demonstrationen und Protestmärschen aktiv und setzte sich für Initiativen und Referenden ein. In den 1950er-Jahren war er einer der Mitbegründer der Bewegung gegen atomare Aufrüstung. Die Atomverbotsinitiative II der SP zum selben Thema veranlasste ihm im Alter von 32 Jahren zum Parteibeitritt. Er war einer der Initianten der Ostermärsche in der Schweiz. In den späten 1960er-Jahren weitete er seine kritische Haltung gegen von Atomwaffen auch auf die Atomenergie aus. 1970 gehörte er zu den Gründungsmitgliedern des Nordwestschweizer Aktionskomitees gegen Atomkraftwerke (NWA). Er engagierte sich zudem gegen den Vietnamkrieg.
1968 trat Euler im Wahlkreis Grossbasel-Ost erstmals für die Wahl zum Basler Grossen Rat an und wurde auf Anhieb gewählt. 1972 und 1976 wurde er wiedergewählt. Bei den Nationalratswahlen 1975 erreichte er hinter Helmut Hubacher, Andreas Gerwig, Karl Schnyder und Carl Miville den zweiten Ersatzplatz. Nach der Wahl Mivilles in den Ständerat 1978, rückte er im März 1979 in den Nationalrat nach. 1980 schied er aus dem Grossen Rat aus. Im Nationalrat, wo er seinen Schwerpunkt in der Umwelt- und Energiepolitik setzte, blieb er bis 1991.
Euler war seit 1956 verheiratet. Er ist Vater einer Tochter.